# 樟腦戰爭
樟腦戰爭（英語：Camphor War；1868年11月20日－1868年12月1日，清朝同治七年）是清朝中国和英國之間因為樟腦問題而引發的戰爭，戰爭導火線是雙方談判破裂而引來英國派兵攻陷安平，戰爭結果是雙方簽訂《樟腦條約》，清朝除了必須賠償費用外，還要必須放棄樟腦專賣。此一戰爭又被稱為樟腦糾紛（Contest of Camphor）。

## 背景

### 英國商人壟斷
樟腦自荷治時期以來，就有部分出口。1860年，台灣開港通商後，因為19世紀世界對樟腦的需求大增，且台灣樟腦生產量幾乎占全世界的一半以上，使得台灣樟腦的貿易出口量逐年大幅成長，出口年約二十萬，不過當時樟腦的進出口被英國商人所掌控著，且當時的英國商人在華簽訂的各項條約中所獲得的特權（如天津條約），使得英國商人在貿易上占有極大的優勢，當地華商難以與之競爭。

### 清廷將樟腦改為官辦
台灣樟腦進出口主要由英國洋行怡和、甸德洋行所控制，引起華商不滿，紛紛向清廷上書請願，要求限制英國商人，而清廷官員陳懋烈上奏說明英國商人的壟斷行為，實質是在掠奪中國經濟，清朝官員亦欲介入利益，所以在1863年設局將樟腦改為官辦。
1866年，一位英國駐臺領事（應非哲美遜）要求恢復樟腦自由買賣，且對有所損失權益之英商予以賠償。台灣道道尹吳大廷拒絕，英國公使向清廷總理衙門提出抗議，亦遭拒絕。

### 英國商人與清廷的衝突
1868年4月，英國怡記洋行代表白麒麟 （William A. Pickering）在台灣樟腦主要生產地之一的梧棲港，大量收購樟腦，此舉引起清廷的查緝，並將白氏收購而來的樟腦扣押，白麒麟甚不甘。同年8月，白麒麟再度在梧棲港秘密收購樟腦，再度遭到清廷查緝，在查緝過程中，白麒麟為了拒捕而開槍，傷及清廷官兵，此一事件使雙方關係陷入緊張，也使英國商人與清廷官員之間的衝突不斷發生。

## 戰爭經過

### 導火線
1868年3月，英商德記洋行（Tait & co）經理哈智（Hardie）自打狗（今高雄）往台灣府城（今台南）途中，被臺灣道衙門的衙差毆傷。同時另有英商怡記洋行（Elles & Co.）所有價值六千元的樟腦，在梧棲被滿清官方沒收。1868年5月李仙得坐砲艦阿魯斯圖號到打狗，邀駐安平的英國領事齊普遜（John Gibson；又譯作「吉必勳」）、海關稅務司，白麒麟向台灣兵備道道尹梁元桂提出強硬抗議，清方答允將上述六千元的樟腦交還英國領事保管。李仙得並向福建官員交涉，指出樟腦專賣違反天津條約。白麒麟為收回這些樟腦，前往梧棲港（五叉港）向清方談判，但在其途中被梁元桂所派的汛兵襲擊負傷。
1868年9月，英國總領事以保護英商為由，正式向英國政府請求派兵到台灣保護英商。梁元桂得知後，馬上告知了閩浙總督英桂。英桂派興泉永道道尹曾憲德赴臺與英方進行談判。同年10月29日，曾憲德到台灣進行談判。談判過程中，英方態度十分強硬，曾憲德不斷退讓。11月16日，曾憲德與齊普遜談判。英方仍然大肆要求，最後曾憲德拒絕了英方的要求。

### 戰爭爆發
英國在談判中未達到目的，於是決定用武力壓迫清廷屈服。1868年10月，駐香港英國司令凱波爾（Sir.Halley Keppel）在接獲英國總領事的要求後，命令海軍中校戈爾登（Lieutenant Gurdon）率領阿爾及利 （Algrine）及布斯達（Bustard）二艦開往打狗，談判破裂後11月20日轉安平港。11月25日，兩艘英艦向安平開砲，並打算攻佔安平，清廷水師協署副將江國珍駐守於安平，梁元桂和台灣總兵劉明燈聞訊立即派兵前往安平支援。英軍趁夜襲擊清軍。清軍潰敗，江國珍畏罪仰葯自盡，情勢大亂。不久，安平陷落。佔領安平後，英軍揚言如果清廷不再重新談判，將會攻下整個台灣。曾憲德被迫再度重啟談判，11月29日簽訂《樟腦條約》。在安平鎮內受到英軍的入侵，安平紳士黃景祺出面協調，英軍要求四萬銀元做為保證金，台南仕紳湊足四萬元給英軍，英軍承諾不砲轟府城，並撤出安平。

## 結果
閩浙總督曾派曾憲德渡台，與英領事．齊普遜會同協議，並獲得北京英公使雅祿國爵士（Sir．Rutherford Alcook）同意，訂立協約《樟腦條約》:
1. 廢除樟腦官辦，訂立外商採運章程。
2. 鹿港同知及鳳山知縣開革。
3. 賠償外人一切損害共一萬七千餘元，
4. 承認外人傳教自由。

此約乃在同年十二月底簽訂，滿清在外人的干預下放棄了樟腦的官辦。 台灣道．梁元桂以下諸官員鳳山知縣、鹿港同知均以失責，付於革職處分。英領事．齊普遜亦因擅自動武而被英政府召回受懲戒處分。這次的糾紛被外人稱為「樟腦戰爭」或「樟腦糾紛」，《樟腦條約》簽訂後，台灣的樟腦進出口徹底落入英國手中。

## 參看
- 白麒麟
- 第一次鴉片戰爭
- 第二次鴉片戰爭
- 1868年臺灣北部發生中英「艋舺事件」
- 臺灣與英國關係史
- 安平砲擊事件